# Stanisław Świerk
Stanisław Świerk (ur. 19 czerwca 1935 w Jurkowie, zm. 16 stycznia 2004 we Wrocławiu) – polski trener piłki nożnej.

## Kariera piłkarska
Grał w takich klubach jak: Czarni Szczecin, Lotnik Warszawa, Stal Rzeszów, Unia Oświęcim i Motor Lublin.

## Kariera trenerska
Był trenerem takich klubów jak: Motor Lublin, Moto Jelcz Oława, Odra Wrocław, Górnik Wałbrzych, GKS Tychy, Widzew Łódź, Zagłębie Lubin, Odra Opole, Ślęza Wrocław, Śląsk Wrocław oraz Lechia Dzierżoniów.
Największe sukcesy odnosił z zespołami dolnośląskimi. W sezonie 1990/1991 zdobył mistrzostwo Polski z Zagłębiem Lubin, ale nie prowadził drużyny przez cały sezon, ponieważ został zastąpiony po dwunastej kolejce ligowej przez Mariana Putyrę. W sezonie 1994/1995 doprowadził Śląsk Wrocław do ponownego awansu do ekstraklasy.
Został pochowany na Cmentarzu Osobowickim we Wrocławiu.

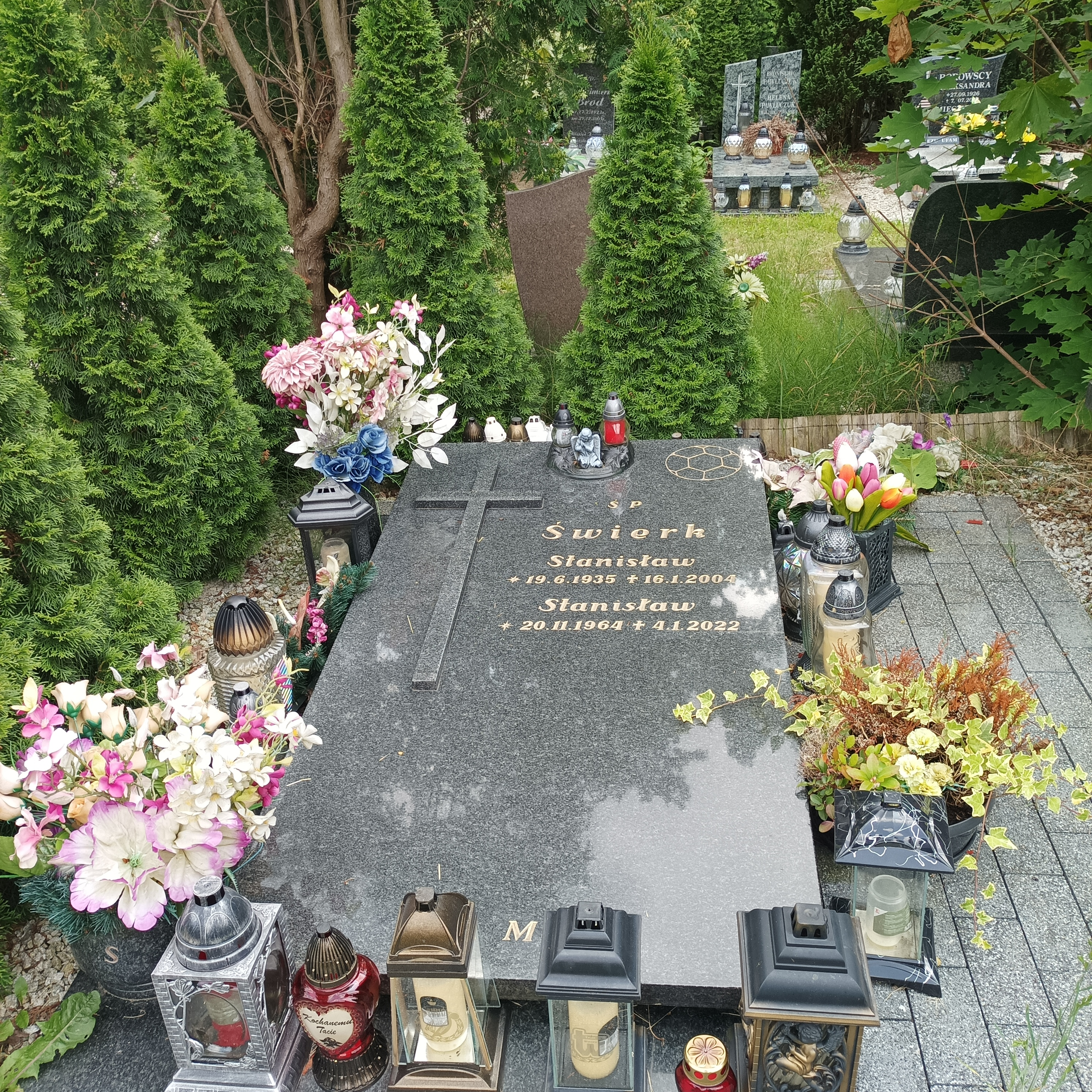
Grób Stanisława Świerka na Cmentarzu Osobowickim we Wrocławiu

## Sukcesy
- Mistrz Polski: Zagłębie Lubin (1991)
- Awans do Ekstraklasy: Śląsk Wrocław (1995)